# Chile az 1960. évi téli olimpiai játékokon
Chile az egyesült államokbeli Squaw Valleyben megrendezett 1960. évi téli olimpiai játékok egyik részt vevő nemzete volt. Az országot az olimpián 1 sportágban 5 sportoló képviselte, akik érmet nem szereztek.

## Alpesisí
Férfi
| Versenyző        | Versenyszám      | 1. futam       | 1. futam       | 2. futam | 2. futam | Összesítés | Összesítés |
| Versenyző        | Versenyszám      | Idő            | Hely.          | Idő      | Hely.    | Idő        | Helyezés   |
| ---------------- | ---------------- | -------------- | -------------- | -------- | -------- | ---------- | ---------- |
| Hernán Boher     | Lesiklás         |                |                |          |          | 2:26,7     | 38.        |
| Hernán Boher     | Műlesiklás       | 1:24,2         | 37.            | 1:22,9   | 28.      | 2:47,1     | 28.        |
| Hernán Boher     | Óriás-műlesiklás |                |                |          |          | 2:28,5     | 56.        |
| Francisco Cortes | Lesiklás         |                |                |          |          | 2:20,8     | 31.        |
| Francisco Cortes | Műlesiklás       | idő nem ismert | idő nem ismert | kizárták | kizárták | kiesett    | kiesett    |
| Francisco Cortes | Óriás-műlesiklás |                |                |          |          | 2:14,3     | 46.        |
| Victor Tagle     | Lesiklás         |                |                |          |          | 2:26,9     | 39.        |
| Victor Tagle     | Műlesiklás       | kizárták       | kizárták       | kiesett  | kiesett  | kiesett    | kiesett    |
| Mario Vera       | Óriás-műlesiklás |                |                |          |          | 2:06,8     | 36.        |
| Vicente Vera     | Lesiklás         |                |                |          |          | 2:24,5     | 32.        |
| Vicente Vera     | Műlesiklás       | 1:20,4         | 29.            | kizárták | kizárták | kiesett    | kiesett    |
| Vicente Vera     | Óriás-műlesiklás |                |                |          |          | 2:07,7     | 38.        |